# Gastrancistrus bengalicus
Gastrancistrus bengalicus is een vliesvleugelig insect uit de familie Pteromalidae. De wetenschappelijke naam is voor het eerst geldig gepubliceerd in 2001 door Narendran.